# Stadionul Giulești-Valentin Stănescu
Stadionul Giulești-Valentin Stănescu a fost un stadion de fotbal din București, România. A fost stadionul de acasă al echipei FC Rapid București timp de aproape 80 de ani.
Lucrările de construcție au început în 1936 sub conducerea arhitectului Gheorghe Dumitrescu și sub patronajul Asociației culturale și sportive C.F.R.. 2 ani mai târziu este încheiată construcția, dând echipei Rapid o copie mai mică a „Potcoavei” din Londra a echipei Arsenal. Oficial, stadionul a fost inaugurat pe 10 iunie 1939, cu ocazia Ceferiadei organizate pentru a marca împlinirea a 70 de ani de la punerea în circulație a primului tren din România. În acel moment, Rapidul dispunea de una din cele mai mari și moderne arene din țară, neavând totuși capacitatea ANEF-ului sau gazon de iarbă și instalație de nocturnă ca Venus. Capacitatea stadionului era de 12.160 de locuri.
Construcția celei de-a doua peluze a început la mijlocul anilor 80, dar „Potcoava” a fost închisă de-abia 10 ani mai târziu, mărind capacitatea stadionului la 19.100 de locuri, toate pe scaune. Modernizările au continuat în 2003, an în care gazonul a fost schimbat complet, fiind în acest moment printre cele mai bune din România. În același an a fost mărită și acoperită tribuna oficială, iar gardul de protecție a fost înlocuit cu un material plastic transparent pentru a îmbunătăți vizibilitatea spectatorilor.
Stadionul a fost demolat în totalitate în 2019 și a fost înlocuit cu unul nou, care s-a deschis pe 26 martie 2022.

## Echipa națională de fotbal a României
Următoarele meciuri ale echipei naționale au avut loc pe stadion:
| #  | Data              | Scor | Adversar              | Competiție                                          |
| -- | ----------------- | ---- | --------------------- | --------------------------------------------------- |
| 1. | 28 aprilie 2004   | 5–1  | Germania              | Meci amical                                         |
| 2. | 4 septembrie 2004 | 2–1  | Finlanda              | Preliminariile pentru Campionatul Mondial FIFA 2006 |
| 3. | 26 martie 2005    | 0–2  | Țările de Jos         | Preliminariile pentru Campionatul Mondial FIFA 2006 |
| 4. | 3 iunie 2011      | 3–0  | Bosnia și Herțegovina | Preliminariile pentru UEFA Euro 2012                |